# Mariana Pajónová
Mariana Pajón Londoño (* 10. října 1991 Medellín) je kolumbijská cyklistka, soutěžící v disciplíně BMX. Je olympijskou vítězkou z her 2012 v Londýně, kde byla vlajkonoškou kolumbijské výpravy. Titul obhájila na Letních olympijských hrách 2016 v Rio de Janeiro a stala se tak prvním kolumbijským sportovcem, který získal na olympiádě více zlatých medailí. Vyhrála také Panamerické hry 2011 a Středoamerické a karibské hry 2010 i 2014, v letech 2013 a 2015 byla vítězkou celkové klasifikace Světového poháru v BMX, je trojnásobnou juniorskou mistryní světa, na mistrovství světa v BMX získala šest zlatých medailí. Byl jí udělen Řád Boyacá, v letech 2010 a 2011 byla vyhlášena nejlepší sportovkyní Kolumbie. Jejím snoubencem je francouzský bikrosař Vincent Pelluard.